# Brinsley Schwarz
Brinsley Schwarz was een Britse pubrockband, die eind jaren 1960 was ontstaan uit de popband Kippington Lodge.

## Bezetting
Kippington Lodge
- Nick Lowe (basgitaar, gitaar, zang)
- Brinsley Schwarz[6] (gitaar, piano, zang)
- Pete Whale[7] (drums)
- Dave Cottam[8] (basgitaar)
- Barry Landerman[9] (keyboards, zang)
- Bob Andrews[10] (keyboards, basgitaar, zang)
- Billy Rankin[11] (drums)

## Geschiedenis
Brinsley Schwarz (gitaar, piano, zang) ontmoette elkaar oorspronkelijk op Woodbridge School, waar ze in schoolbands speelden met Barry Landeman (keyboards, zang) en Phil Hall (gitaar). In 1964, terwijl ze nog op school zaten, toerden ze door RAF-bases in Duitsland als Sounds 4+1. Bij het verlaten van de school formeerde Schwarz Three's A Crowd met Pete Whale (drums) en Dave Cottam (bas). Landeman trad in 1967 toe en ze noemden zichzelf Kippington Lodge. Hun eerste twee singles, geproduceerd door Mark Wirtz in een close-harmony popstijl, flopten allebei. Cottam vertrok en Schwarz nodigde Lowe uit om mee te doen. Landeman vertrok toen om zich bij Vanity Fare aan te sluiten, Bob Andrews trad toe op keyboards en ten slotte werd Whale vervangen door Billy Rankin op drums. Hoewel de volgende drie singles ook mislukten, hadden ze een residentie als supportband bij de Marquee Club. De stijl van de band veranderde van pop- in een folkrockband met psychedelische pretenties. In 1969 hernoemden ze de band naar hun gitarist en voerden ze hun nieuwe muziek uit onder deze naam, terwijl ze pop bleven spelen als Kippington Lodge. Een van de eerste managers van de band, John Schofield, was destijds de minnaar van Hattie Jacques (die af en toe broodjes bacon voor de bandleden maakte als ze bij Schofield thuis kwamen). In het begin van hun carrière deelde de band een gemeenschappelijke woning in een groot oud huis in Beaconsfield en dit pand werd gebruikt als oefenruimte door The Band, die naar het Verenigd Koninkrijk kwam als onderdeel van de Warner Brothers-tournee. De band leende de instrumenten van Brinsley Schwarz om te repeteren.

### Publiciteitscampagne
Brinsley Schwarz tekende een contract met manager Dave Robinson van Famepushers, die een plan bedacht om de band veel publiciteit te geven. Ze zouden openen voor Van Morrison en Quicksilver Messenger Service in de Fillmore East in New York op 3 en 4 april 1970. Robinson zou een vliegtuig vol Britse journalisten naar de show vliegen, zodat ze de show konden bekijken, met de winnaars van een Melody Maker-wedstrijd, georganiseerd om pre-publiciteit te krijgen. Hoewel de band van plan was een paar dagen eerder te vertrekken, zodat ze konden repeteren, verhinderden visumproblemen dit, dus gingen ze naar Canada en kwamen de Verenigde Staten binnen in een licht vliegtuig. Ze arriveerden kort voordat ze in New York op het podium moesten en moesten gehuurde apparatuur gebruiken waarmee ze niet vertrouwd waren. De journalisten zouden de volgende dag komen, maar hun vliegtuig had een vertraging van vier uur, dus ze hadden gratis gebruik van de bar en kwamen uiteindelijk dronken of met een kater aan bij de show. De show viel niet in goede aarde en de band kreeg in de daaropvolgende weken een stortvloed aan negatieve recensies, waaronder slechte recensies van hun eerste album Brinsley Schwarz, dat kort na hun terugkeer in het Verenigd Koninkrijk werd uitgebracht. Dit incident werd bekend als de Brinsley Schwarz Hype.
Casey Kasems versie van dit verhaal, in een aflevering van American Top Forty in september 1979, impliceerde dat de aanwezigheid van de critici een verrassing voor de band was.

### Pubrock
Later in 1970 bracht Brinsley Schwarz hun tweede album Despite It All uit, dat een duidelijk countrygeluid had. Ze werden sterk beïnvloed door Eggs over Easy, die ze voor het eerst zagen optreden in The Tally Ho in Kentish Town en bewonderden hun relaxte stijl en uitgebreide repertoire. In 1971 voegde gitarist Ian Gomm zich bij de band en namen ze hun derde album Silver Pistol op. Als reactie op de hype werden ze anti-commercieel en brachten ze een groot deel van 1971 door met repeteren, hoewel ze toerden op het Downhome Rhythm Kings-pakket met Help Yourself en Ernie Graham (ex Eire Apparent), die allemaal werden beheerd door Dave Robinson. Dit leidde ertoe dat ze Ernie Graham steunden op zijn gelijknamige soloalbum.
Brinsley Schwarz speelde op het tweede Glastonbury Festival (1971) en het nummer Love Song verscheen op het daaropvolgende album Glastonbury Fayre. Hun solide live-optredens leverden de band al snel een grote fanbase op in Londen en samen met bands als Eggs over Easy werd Brinsley Schwarz al snel pubrock genoemd door rockjournalisten. Ze klonken nogal als The Band, met het gitaarwerk van Schwarz sterk beïnvloed door dat van Robbie Robertson. In februari 1972 steunden ze Hawkwind en Man op Greasy Truckers Party, dat werd uitgebracht als een dubbelalbum en lovende kritieken kreeg. Helaas was dit voor een band die bekend staat om zijn live-optredens hun enige live-album.
Het countryrockalbum Nervous on the Road uit 1972 kreeg ook uitstekende recensies. Het bereikte de hitlijst niet, maar het leverde ze wel een slotopening op voor Paul McCartney's Wings Britse tournee uit 1973. In datzelfde jaar traden ze ook op als de band van Frankie Miller voor zijn debuutalbum Once in a Blue Moon. Hun vijfde studioalbum Please Don't Ever Change, uitgebracht in 1973, werd minder goed ontvangen door de critici en behaalde een slechte verkoop. Maar gedurende deze tijd maakten ze succesvolle optredens op The Old Grey Whistle Test met Lowe op gitaar en zang, Gomm op bas en Schwarz op piano naast Andrews op keyboard en namen ze sessies op voor John Peels BBC Radio 1-show. In 1974 regelden ze dat Dave Edmunds hun zesde album The New Favorites of... Brinsley Schwarz produceerde, dat meer gepolijst was en opnieuw goede recensies kreeg. Deze associatie leidde ook tot hun toeren als de begeleidingsband van Dave Edmunds, die verscheen op de live-nummers van zijn album Subtle as a Flying Mallet. Naast de albums bracht Brinsley Schwarz ook een reeks singles uit onder hun eigen naam en verschillende pseudoniemen, zoals The Hitters, The Knees, Limelight en The Brinsleys, maar deze faalden allemaal. Ze namen het laatste album It's All Over Now op in 1974, maar dit werd toen niet uitgebracht. Ze ontbonden uiteindelijk in maart 1975.

## Discografie

### Studioalbums
- 1970: Brinsley Schwarz
- 1970: Despite It All
- 1972: Silver Pistol
- 1972: Nervous on the Road
- 1973: Please Don't Ever Change
- 1974: The New Favourites of Brinsley Schwarz
- 1988: It's All Over Now – van de markt genomen, slechts weinig kopieën bestaan nog. opgenomen in 1974 in de Rockfield Studios.
- 2000: Rarities

### Compilaties
- 1974: Original Golden Greats – met 2 live- en 2 studioopnamen, die niet op andere albums zijn te vinden (lp)
- 1978: 15 Thoughts of Brinsley Schwarz (lp)
- 1991: Surrender to the Rhythm (cd)
- 1998: Hen's Teeth (singles)
- 2001: What Is So Funny About Peace Love & Understanding? (BBC-opnamen)
- 2004: Cruel to Be Kind (BBC-opnamen)

### Albums met andere bands of artiesten
- 1972: Glastonbury Fayre
- 1972: Greasy Truckers Party

### Als begeleidingsband
- 1971: Ernie Graham
- 1973: Once in a Blue Moon
- 1975: Subtle as a Flying Mallet – alleen live-opnamen